# Lodewijk Theeuwes
Pour les articles homonymes, voir Theeuwes.
Lodewijk Theeuwes ou Lodevyke Tyves, Theeus, Theewes (fl. 1560–1585) est un facteur de clavecins flamand installé en Angleterre.
Il est né à Anvers et a été admis dans la Guilde de Saint-Luc en 1561. Son père était le maître-artisan Jacob Theewes (fl. 1533-1557), qui fabriquait des luths et des clavecins, et sa mère se nommait Anna Ghijs.
Vers 1565 il s'établit à Londres. Le registre paroissial de St. Martin's Le Grand le cite dès 1565 et, pour la dernière fois, en 1585. Il ne reste de sa production qu'un claviorganum daté de 1579, qui est le tout premier clavecin qui a été construit en Angleterre et qui soit conservé ; c'est aussi le tout premier claviorganum connu. 

## Le claviorganum de 1579

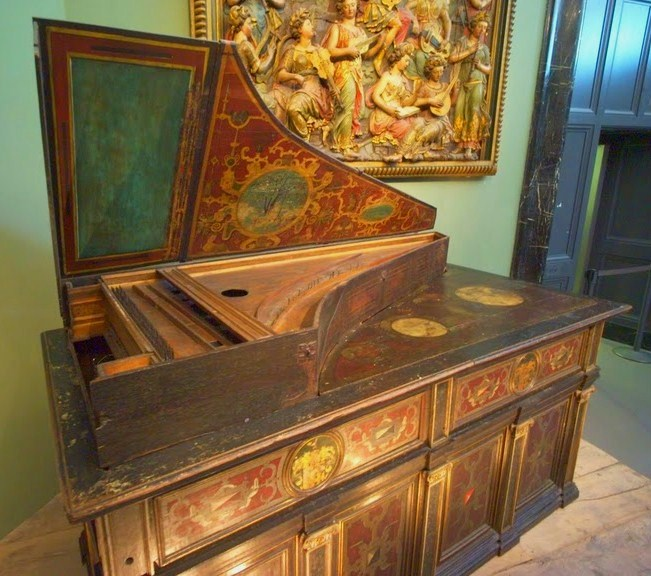
Claviorganum (1579), Victoria and Albert Museum

Le claviorganum est un très rare témoin de la construction de clavecins au XVIe siècle, le seul avec celui de Hans Müller à ne provenir ni d'Italie ni d'Anvers. Il combine un orgue positif contenu dans un coffre rectangulaire auquel se superpose un clavecin dont le clavier commande les deux instruments. Aucun des deux n'est en bon état de conservation : les touches manquent, seuls un sautereau et un tuyau subsistent, les chevalets ont été mal remplacés, etc. Il porte l'inscription Lodowicus Theeuwes me fesit 1579 (sic).

### La partie « clavecin »
Le clavecin possède un seul clavier. Il mesure 2,13 m de long et 89 cm de large ; la hauteur de la caisse est de 23 cm. Cette dernière, d'épaisseur modérée, est en chêne, bois qui sera souvent utilisé par la facture anglaise, mais sa structure interne est assez proche de la tradition italienne. L'instrument possède son couvercle. La caisse est recouverte de cuir gaufré (travail rappelant celui des relieurs), la boîte à clavier, l'alentour de la table d'harmonie et le chapiteau sont garnis de papier gaufré avec soulignement de dorures. L'intérieur du couvercle est décoré d'un motif de ferronnerie avec une cartouche représentant Orphée charmant les animaux. La table d'harmonie a perdu sa rosace et aussi, pratiquement, son décor peint. De façon peu commune pour les grands clavecins, le sommier est étroit et la table d'harmonie est libre au niveau des sillets.
La disposition est 2x8', 1x4' et l'étendue de quatre octaves, do à do. Il y a un registre inférieur mobile ; au niveau de la fosse, la table d'harmonie est percée de trois séries d'orifices garnis de cuir pour guider les sautereaux. Le jeu de 4' est situé entre les deux jeux de 8', dont le plus court possédait peut-être un dispositif d'arpichordum.

### La partie « orgue »
Le coffre contenant l'orgue consiste en cadres délimitant des panneaux avec des chapiteaux sculptés. Ses dimensions sont  : 2,30 m de long, 1,02 m de large, 1,04 de haut. Il porte des armes de familles de la noblesse (Hoby, Carey, Roper). Le tout est peint de façon soignée.
L'orgue avait une étendue de 4 octaves, de Do à Do avec octave courte, soit quarante huit notes. Il avait cinq registres de 8, 4, 2 et 1 pied (tuyaux en bois) et 8 pieds (Cymbel, tuyaux en métal). Il pouvait s'accoupler au clavecin, l'accouplement se faisant séparément sur les notes basses et sur les notes hautes, d'où seize tirettes de registres au total.   